# Dioryctria
Genre
Dioryctria est un genre de lépidoptères (papillons) de la famille des Pyralidae.

## Liste d'espèces
Selon NCBI (8 mai 2010) :
- Dioryctria abietella
- Dioryctria abietivorella
- Dioryctria amatella
- Dioryctria auranticella
- Dioryctria cambiicola
- Dioryctria clarioralis
- Dioryctria ebeli
- Dioryctria fordi
- Dioryctria juniperella
- Dioryctria magnifica
- Dioryctria mendacella
- Dioryctria okanaganella
- Dioryctria okui
- Dioryctria pentictonella
- Dioryctria pineae
- Dioryctria ponderosae
- Dioryctria pseudotsugella
- Dioryctria reniculelloides
- Dioryctria resiniphila
- Dioryctria rossi
- Dioryctria rubella
- Dioryctria nr. rubella Du07
- Dioryctria schuetzeella
- Dioryctria simplicella
- Dioryctria sylvestrella
- Dioryctria taedivorella
- Dioryctria tumicolella
- Dioryctria yiai
- Dioryctria zimmermani